# قارقالیق (ماساللی)
قارقالیق (به ترکی آذربایجانی: Qarğalıq) یک منطقه مسکونی در جمهوری آذربایجان است که در شهرستان ماسال‌لی واقع شده‌است. قارقالیق ۱۷۰۵ نفر جمعیت دارد.